# السدس (كوكبة)

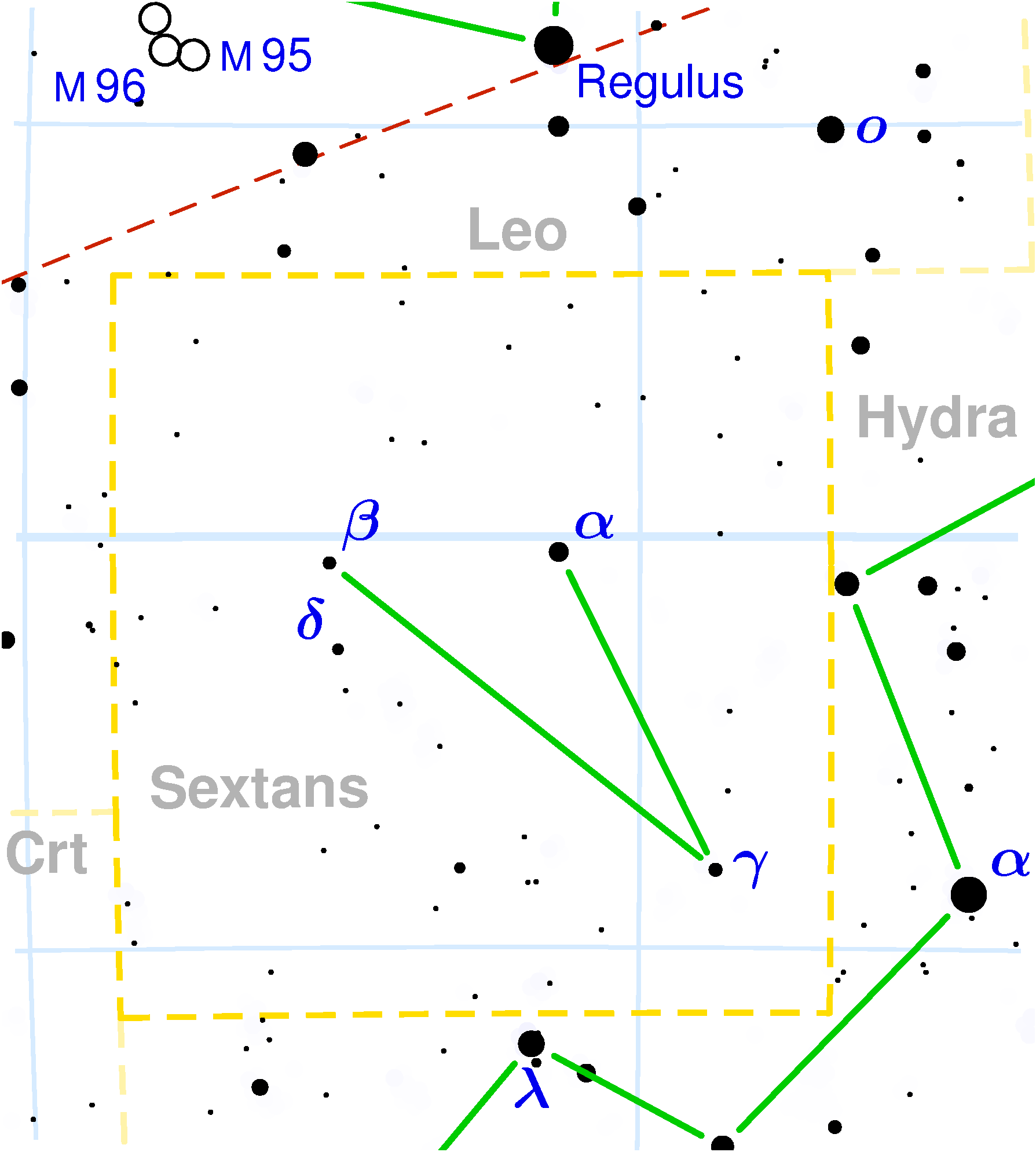
الصورة تمثل المجموعة النجمية: برج السدس.

كوكبة السدس (بالإنجليزية: The Sextant)‏ وتدعى باللاتينية: Sextants هي من أبراج النصف الجنوبي للكرة الأرضية. ويتوضح رؤيتها في الفترة ما بين شهري كانون الثاني وأيار. من المجرات التي يمكن مشاهدتها في كوكبة السدس: NGC 3115.